# لو تشون بونغ
لو تشون بونغ (بالصينية: 羅振邦) هو لاعب كرة قدم صيني في مركز الوسط، ولد في 25 يناير 1981 في هونغ كونغ في الصين. شارك مع منتخب هونغ كونغ لكرة القدم. أما مع النوادي، فقد لعب مع نادي جنوب الصين ونادي سون هي ونادي سيتيزن.

## وصلات خارجية
- لو تشون بونغ على موقع قاعدة بيانات كرة القدم.إي يو (الإنجليزية)
- لو تشون بونغ على موقع ناشيونال فوتبول تيمز (الإنجليزية)